# オセージ語
オセージ語（オセージご、オセージ語: 𐓏𐓘𐓻𐓘𐓻𐓟 𐒻𐓟 (Wazhazhe ie)、英: Osage language）はスー語族に属する言語である。話者はオクラホマ州に居住するオセージ族の人々である。2005年に最後の話者（Lucille Roubedeaux氏）が亡くなった。

## 言語名別称
- Wazhazhe
- オーセージ語
- オサゲ語